# Boeing 737 Classic
Boeing 737 Classic je serija putničkih zrakoplova koje proizvodi američka zrakoplovna tvrtka Boeing. Serija obuhvaća modele 737-300, 737-400 i 737-500. Riječ je o uskotrupnim mlaznim zrakoplovima koji su namijenjeni kratkim i srednjim letovima.
Zrakoplovi su se proizvodili od 1981. do 2000. te je s Boeingovih proizvodnih traka sišlo ukupno 1.988 aviona.

## Razvoj
Nakon uspjeha Boeingovog modela 737-200, tvrtka je htjela povećali kapacitet i dolet zrakoplova. Razvoj novog modela je započeo 1979. dok su preliminarne inačice prikazane sljedeće godine na Farnborough Airshowu. U ožujku 1981. avio kompanije US Airways i Southwest Airlines naručuju svaka po deset zrakoplova uz opciju kupnje dodatnih 20.
Predstavljena je nova verzija CFM56 turbomlaznih motora koji su pokazali poboljšanja u potrošnji goriva i smanjenju buke ali su i predstavljali izazov inženjerima s obzirom na malu udaljenost od tla. Naime, zbog blizine usisnika zraka zemlji, motori su se često oštećivali usisavanjem raznih predmeta. Boeing i proizvođač motora CFM International su problem riješili postavljanjem motora ispred a ne ispod krila i pomicanjem motorskih komponenti u stranu. Agregati koji se uobičajeno nalaze ispod, na većem CFM56 motoru, premješteni su na njegovu lijevu stranu (nešto ispod njegove poprečne osi) kako bi se postigao propisani razmak između motora i tla. Ovakva ugradnja je "krivac" za nešto zaobljeniji, trokutasti oblik usisnika zraka. Zbog toga motori CFM56 za razliku od većine drugih avionskih motora nemaju uobičajen okrugli nego trokutasti usisnik zraka.
Niz promjena je urađeno i na krilima kako bi se poboljšala aerodinamika dok su poboljšanja u putničkoj kabini slična onima iz Boeinga 757.

## 737-300
Prototip modela 737-300 je izgrađen u tvornici Renton 17. siječnja 1984. dok je prvi puta poletio 24. veljače 1984. Nakon što je dobio letnu dozvolu 14. studenog iste godine, US Airwaysu je nakon dva tjedna dostavljen prvi zrakoplov. Budući da je taj model bio veoma popularan, Boeing je tijekom 1985. primio 252 narudžbe a proizvedeno ih je ukupno preko 1.000.
Model 737-300 se proizvodio do 1999. kada je posljednji zrakoplov isporučen Air New Zealandu 17. prosinca 1999.
U prosincu 2008. avio kompanija Southwest Airlines je odabrala Boeing za posao modernizacije svojih 737-300 aviona u pogledu instrumenata te hardvera i softvera. Avioni koji imaju ugrađene nove vrhove krila (winglet) nose oznaku 737-300SP (Special Performance) dok se rabljeni putnički zrakoplovi mogu konvertirati u avione za teretni transport.

## 737-400
Rad na dizajnu modela 737-400 je započeo 1985. kako bi popunio prazninu između modela 737-300 i 757-200 te bio konkurent Airbusu A320 i McDonnell Douglasu MD-80. U odnosu na prethodnika, duži je za 3,45 m te može prevoziti 168 putnika. Prototip ovog modela je proizveden 26. siječnja 1988. dok je prvi puta poletio 19. veljače iste godine. Zrakoplov je ušao u službu 15. rujna 1988. kada ga je prvi počeo koristiti Piedmont Airlines koji je naručio 25 aviona.
Alaska Airlines je prva konvertirala svoj 737-400 iz putničkog u transportni zrakoplov koji je mogao prenijeti deset paleta. Također, ovaj avion je imao mogućnost pretvorbe u mješoviti avion koji je istovremeno mogao prevoziti dio putnika i dio tereta. Takav 737-400 Combi model je i danas u uporabi.

## 737-500
Ovaj model je Boeing ponudio na zahtjev kupaca koji su htjeli modernu i direktnu zamjenu za 737-200 a koji bi uključivao poboljšanja iz 737 Classic serije, npr. duži dolet s manje putnika te veća ekonomičnost u odnosu na 737-300. Trup zrakoplova je za 47 cm duži od 737-200 te može prevoziti 132 putnika. Dostupni su stariji stakleni i mehanički kokpiti a zrakoplov koristi CFM56-3 motore koji su za 25% ekonomičniji u potrošnji goriva u usporedbu na prijašnje Pratt & Whitney motore.
Projekt Boeinga 737-500 je započeo 1987. godine a prvi puta je poletio 30. lipnja 1989. Njegov prvi korisnik bio je Southwest Airlines koji je naručio 20 zrakoplova. Nakon što je prototip letio 375 sati, ovaj model je dobio certifikat dok je Southwest Airlinesu prva pošiljka aviona dostavljena 28. veljače 1990.
Taj model je postao popularan kod ruskih avio kompanija kao što su Nordavia, Rossiya Airlines, S7 Airlines, Sky Express, Transaero i Yamal Airlines koje su imale potražnju za rabljenim 737-500 kao zamjenu za starije sovjetske zrakoplove i/ili proširenje vlastite zračne flote. I argentinski nacionalni avio prijevoznik Aerolíneas Argentinas je s rabljenim 737-500 zamijenio postojeće 737-200 avione.
Danas se zrakoplovi 737-500 zamjenjuju modelima 737-600 iz Boeingove 737 Next Generation serije. Unatoč tome, model 737-600 je pokazao lošu prodaju u odnosu na prethodnika sa svega 69 prodanih zrakoplova.

## Korisnici
Boeing 737 je u službi mnogih civilnih i vojnih korisnika diljem svijeta. Koristi se za prijevoz putnika i robe te vojnih i vladinih službenika (VIP transport).

## Zračne nesreće i incidenti
- 24. svibnja 1988.

Zrakoplov salvadorskog avio prijevoznika TACA Airlines je na liniji Belize City - New Orleans pretrpio nekoliko kvarova motora tijekom oluje. Pilot je zbog toga uspješno izveo prisilno slijetanje na travnatoj površini bez ozlijeđenih. Kvarovi su kasnije uklonjeni i zrakoplov je ponovo vraćen u službu. Kao rezultat tog incidenta, provedena su poboljšanja na toj inačici motora kako bi se spriječili budući kvarovi u teškim vremenskim uvjetima.
- 8. siječnja 1989.

Boeing 737-400 britanskog British Midlanda srušio se pokraj zračne luke East Midlands. Od osam članova posade i 118 putnika, poginulo je 47 putnika.
- 1. veljače 1991.

U Los Angelesu je prilikom slijetanja US Airwaysovog Boeinga 737-300 došlo do sudara s Fairchild Metrolinerom od SkyWest Airlinesa. U zrakoplovnoj tragediji je poginulo svih 12 ljudi u Metrolinersu dok je u Boeingu smrtno stradalo 20 putnika i dva člana posade (od šest članova posade i 83 putnika).
- 26. srpnja 1993.

Boeing 737-500 južnokorejskog Asiana Airlinesa je prilikom leta udario u planinu zbog čega je život izgubilo 68 od 110 putnika.
- 8. rujna 1994.

Izvan međunarodne zračne luke Pittsburgh srušio se Boeing 737-300 US Airwaysa zbog kvara na kormilu. U nesreći je poginulo svih 127 putnika i pet članova posade.
- 8. svibnja 1997.

Boeing 737-500 kineskog avio prijevoznika China Southern Airlines srušio se prilikom slijetanja u Shenzhen pri čemu je poginulo 33 od 65 putnika te dvoje od devetero članova posade.
- 19. prosinca 1997.

SilkAirov Boeing 737-400 na letu Jakarta - Singapur, srušio se u rijeku Musi na jugu Sumatre pri čemu su poginuli svi u avionu (97 putnika i sedam članova posade).
- 16. rujna 1998.

Prilikom slijetanja Boeinga 737-500 Continental Airlinesa u Guadalajari, došlo je do oštećenja zrakoplova zbog snažnog naleta vjetra. Nitko u avionu nije stradao dok je sam Boeing nakon toga otpisan iz uporabe.
- 7. travnja 1999.

Turkish Airlinesov Boeing 737-400 koji je putovao bez putnika, srušio se u Turskoj zbog čega je poginulo svih šest članova posade.
- 5. ožujka 2000.

Boeing 737-400 Southwest Airlinesa je prilikom slijetanja u kalifornijskom Burbanku prešao cijelu pistu i došao do zemljanog terena. U ovom incidentu nitko u zrakoplovu nije stradao.
- 3. ožujka 2001.

U zračnoj luci tajlandskog grada Chiang Mai došlo je do eksplozije središnjeg krilnog spremnika goriva na Boeingu 737-400 nacionalnog Thai Airwaysa. Do eksplozije je došlo zbog metalnih strugotina koje je prouzrokovala pumpa za gorivo te zbog zapaljive smjese goriva i zraka u spremniku. Poginula je stjuardesa u zrakoplovu.
- 7. svibnja 2002.

Boeing 737-500 EgyptAira srušio se pri dolasku u tuniški glavni grad Tunis. U nesreći je poginulo troje od šestero članova posade te 11 od 56 putnika.
- 3. siječnja 2004.

Flash Airlinesov Boeing 737-300 srušio se u Crveno more pri čemu su poginuli svi u zrakoplovu (13 članova posade i 135 putnika).
- 9. lipnja 2005.

Na pisti u bostonskoj zračnoj luci Logan izbjegnut je sudar US Airwaysovog Boeinga 737-300 i Airbusa A330 irskog avio prijevoznika Aer Lingus.
- 14. kolovoza 2005.

Boeing 737-300 ciparskog Helios Airwaysa je tijekom leta doživio postepenu dekompresiju zbog čega je zrakoplov kružio iznad Grčke prije nego što je udario u brdo i povukao u smrt šestero članova posade i 115 putnika.
- 23. siječnja 2006.

Tijekom pripreme Continental Airlinesovog Boeinga 737-500 za let iz El Pasa u Houston, provedena je standardna procedura održavanja motora. Tada je desni motor usisao mehaničara usmrtivši ga na mjestu.
- 15. lipnja 2006.

Teretni Boeing 737-300 od TNT Airwaysa letio je na liniji Liège - London ali je zbog lošeg vremena svoj let morao preusmjeriti na zračnu luku East Midlands. Pogreška u slijetanju rezultirala je oštećenjem desnog podvozja i motora koji je strugao po pisti. Piloti su tada uspjeli podići zrakoplov te hitnom diverzijom preusmjeriti let u zračnu luku Birmingham gdje su sletjeli s preostala dva podvozja (što je dovelo do struganja nosa i desnog motora aviona po asfaltu piste). U ovom incidentu nije bilo stradalih a njegov razlog bila je greška u komunikaciji između pilota i zračne kontrole.
- 3. listopada 2006.

Boeing 737-400 Turkish Airlinesa oteo je Hakan Ekinci dok je zrakoplov letio iznad grčkog zračnog prostora. Otmicu je preživjelo svih šestero članova posade i 107 putnika dok je avion sigurno prizemljen u talijanskom Brindisiju.
- 1. siječnja 2007.

Na obali indonežanskog otoka Sulawesi srušio se Adam Airov Boeing 737-400 usmrtivši sve u zrakoplovu (šest člana posade i 96 putnika).
- 21. veljače 2007.

Gotovo dva mjeseca nakon zrakoplovne tragedije, Adam Air je izbjegao novu nesreću kada je prilikom slijetanja modela 737-300 u zračnu luku Juanda došlo do strukturnih greški i otkazivanja.
- 7. ožujka 2007.

Prilikom slijetanja Boeinga 737-400 indonežanskog nacionalnog avio prijevoznika Garuda Indonesia u zračnu luku Adisucipto, avion se srušio zbog čega je poginulo 20 putnika i jedan član posade (od 133 putnika i sedmočlane posade).
- 14. rujna 2008.

Nedugo prije predviđenog dolaska u Perm, srušio se Nordavijin model 737-500 te je poginulo svih 82 putnika i šest članova posade.
- 20. prosinca 2008.

U zračnoj luci Denver, Boeing 737-500 od Continental Airlinesa je tijekom polijetanja skrenuo s piste i zapalio se. U ovom incidentu nije bilo žrtava.
- 13. srpnja 2009.

Tijekom leta 2294 američkog Southwest Airlinesa, na zrakoplovu se pojavila rupa zbog čega je hitno sletio u Charleston. Uzrok ove greške je još pod istragom dok nitko od 131 putnika nije ozlijeđen.
- 16. siječnja 2010.

Prilikom UTair Aviationovog slijetanja Boeinga 737-500 u moskovsku zračnu luku Vnukovo teško je oštećen nos aviona.
- 13. travnja 2010.

Boeing 737-300 indonežanskog prijevoznika Merpati Nusantara Airlines je prilikom slijetanja u zračnu luku Rendani prešao cijelu pistu zbog čega se prepolovio na dva dijela. Srećom, nije stradao nitko od 103 putnika i šestero članova posade.
- 2. studenog 2010.

Lion Airov Boeing 737-400 je kao i zrakoplov Merpati Nusantara Airlinesa također prilikom slijetanja prešao cijelu pistu zbog čega se teško oštetio. Svih 174 putnika i članova posade je uspješno evakuirano putem izlaznog tobogana dok je svega nekoliko ljudi ozlijeđeno.
- 1. travnja 2011.

Američki Southwest Airlines je doživio treći incident s Boeingovim modelom 737 tijekom leta iz Phoenixa u Sacramento kada je oštećen gornji dio trupa. Zbog toga je avion prisilno sletio u Yumu dok je jedan putnik prijavio lakšu ozljedu.
- 17. studenog 2013.

Boeing 737-500 od Tatarstan Airlinesa srušio se pokraj zračne luke Kazan tijekom leta iz Moskve povukavši pritom u smrt 44 putnika i šestero članova posade.
- 8. svibnja 2014.

Boeing 737-400 afganistanskog nacionalnog avio prijevoznika Ariana Afghan Airlinesa je na povratku iz Delhija preletio kabulsku zračnu luku pri čemu je avion znatno oštećen. U tom incidentu nije stradao nitko u zrakoplovu (125 putnika i petero članova posade).

## Tehničke karakteristie
| Karakteristike                            | 737-300 | 737-400 | 737-500 |
| ----------------------------------------- | --- | --- | --- |
| Posada pilotske kabine                    | Dva | Dva | Dva |
| Kapacitet sjedala                         | 149 (1. klasa, gusta konfiguracija) 140 (1. klasa, klasična konfiguracija) 128 (2. klasa, klasična konfiguracija) | 168 (1. klasa, gusta konfiguracija) 159 (1. klasa, klasična konfiguracija) 146 (2. klasa, klasična konfiguracija) | 132 (1. klasa, gusta konfiguracija) 122 (2. klasa, klasična konfiguracija) 108 (2. klasa, klasična konfiguracija) |
| Konfiguracija sjedala                     | (1. klasa, gusta konfiguracija) (1. klasa, klasična konfiguracija) (2. klasa, klasična konfiguracija)             | (1. klasa, gusta konfiguracija) (1. klasa, klasična konfiguracija) (2. klasa, klasična konfiguracija)             | (1. klasa, gusta konfiguracija) (1. klasa, klasična konfiguracija) (2. klasa, klasična konfiguracija)             |
| Širina sjedala                            | 1,09 m (1. klasa, šest sjedala u istom redu)                                                                      | 1,09 m (1. klasa, šest sjedala u istom redu)                                                                      | 1,09 m (1. klasa, šest sjedala u istom redu)                                                                      |
| Ukupna dužina                             | 33,4 m | 36,5 m | 31,1 m |
| Raspon krila                              | 28,9 m | 28,9 m | 28,9 m |
| Ukupna visina                             | 11,13 m | 11,1 m | 11,1 m |
| Omjer širine i visine                     | 9.16 | 9.16 | 9.16 |
| Širina trupa                              | 3,76 m | 3,76 m | 3,76 m |
| Visina trupa                              | 4,11 m | 4,11 m | 4,11 m |
| Širina kabine                             | 3,54 m | 3,54 m | 3,54 m |
| Visina kabine                             | 2,20 m | 2,20 m | 2,20 m |
| Operativna težina praznog zrakoplova      | 32.700 kg | 33.200 kg | 31.300 kg |
| Maksimalna težina polijetanja             | 62.820 kg | 68.050 kg | 60.550 kg |
| Maksimalna težina slijetanja              | 51.700 kg | 56.200 kg | 50.000 kg |
| Teretni kapacitet                         | 23,3 m³ | 38,9 m³ | 23,3 m³ |
| Najveća visina leta                       | 11.278 m | 11.278 m | 11.278 m |
| Brzina krstarenja (u Machu)               | 0,74 | 0,74 | 0,74 |
| Maksimalna brzina (u Machu)               | 0,82 | 0,82 | 0,82 |
| Domet u potpunosti natovarenog zrakoplova | 4.204 km (2.270 NM)                                                                                               | 4.204 km (2.270 NM)                                                                                               | 4.444 km (2.402 NM)                                                                                               |
| Maksimalni kapacitet goriva               | 23.170 L | 23.800 L | 23.800 L |
| Proizvođač motora                         | CFM International                                                                                                 | CFM International                                                                                                 | CFM International                                                                                                 |
| Model motora (2×)                         | CFM56-3B-1 | CFM56-3B-2 | CFM56-3B-1 |
| Potisak prilikom polijetanja              | 90 kN | 98 kN | 90 kN |
| Potisak prilikom ekonomske brzine         | 21,81 N | 21,9 N | 21,81 N |
| Promjer lopatica motora                   | 1,52 m | 1,52 m | 1,52 m |
| Omjer na dvoprotočnom mlaznom motoru      | 5.0:1 | 4.9:1 | 5.0:1 |
| Duljina motora                            | 2,36 m | 2,36 m | 2,36 m |
| Težina motora (suh)                       | 1,950 kg | 1,950 kg | 1,950 kg |
| Udaljenost motora od tla                  | 46 cm | 46 cm | 46 cm |

## Vanjske poveznice
- Informacije o zrakoplovima iz obitelji Boeing 737 Classic sa službene Boeingove web stranice